# كارلوس برلزا
كارلوس برلزا (بالإسبانية: Carlos Perlaza)‏ هو لاعب كرة قدم كولومبي في مركز الهجوم، ولد في 29 أكتوبر 1983 في مدينة كالي في كولومبيا. لعب مع نادي كوبريسال.

## وصلات خارجية
- كارلوس برلزا على موقع Soccerway.com (الإنجليزية)